# Campeonato Português de Rugby de 2007–08
O Campeonato de Portugal 2007/2008 contou com 8 clubes, acabando com o título do CF Belenenses.

## Fase de Apuramento
| Posição | Equipa         | Jogos | Vitórias | Empates | Derrotas | Pontuação | Pontuação | Pontuação |
| Posição | Equipa         | Jogos | Vitórias | Empates | Derrotas | pontos    | bónus     | final     |
| ------- | -------------- | ----- | -------- | ------- | -------- | --------- | --------- | --------- |
| 1       | AEIS Agronomia | 14    | 12       | 0       | 2        | 48        | 7         | 55        |
| 2       | CDUL           | 14    | 10       | 0       | 4        | 40        | 9         | 49        |
| 3       | CF Belenenses  | 14    | 9        | 0       | 5        | 36        | 9         | 45        |
| 4       | SL Benfica     | 14    | 9        | 0       | 5        | 36        | 6         | 42        |
| 5       | GD Direito     | 14    | 8        | 1       | 5        | 34        | 4         | 38        |
| 6       | CDUP           | 14    | 4        | 0       | 10       | 16        | 4         | 20        |
| 7       | GDS Cascais    | 14    | 2        | 1       | 11       | 10        | 2         | 12        |
| 8       | AA Coimbra     | 14    | 1        | 0       | 13       | 4         | 2         | 6         |

### Calendário
|                | AGR   | CDUL  | CFB   | SLB   | GDD   | CDUP  | GDS   | AAC   |
| AEIS Agronomia |       | 11-6  | 13-18 | 23-6  | 23-14 | 61-10 | 98-0  | 45-11 |
| CDUL           | 9-16  |       | 32-21 | 35-19 | 35-11 | 15-5  | 48-6  | 31-17 |
| CF Belenenses  | 6-21  | 18-20 |       | 20-10 | 0-0   | 32-6  | 80-6  | 99-8  |
| SL Benfica     | 37-7  | 29-8  | 18-32 |       | 33-12 | 13-8  | 39-6  | 52-5  |
| GD Direito     | 16-28 | 15-8  | 16-13 | 7-19  |       | 31-17 | 39-29 | 58-23 |
| CDUP           | 10-19 | 9-41  | 26-35 | 22-15 | 23-24 |       | 5-20  | 17-10 |
| GDS Cascais    | 3-85  | 6-29  | 8-52  | 15-34 | 10-10 | 8-38  |       | 19-10 |
| AA Coimbra     | 15-31 | 16-21 | 5-49  | 18-30 | 18-32 | 17-34 | 25-23 |       |

## Meias Finais

### 1.ª Mão
| 19 de Abril de 2008 17:00 | CF Belenenses | 34–12 | CDUL | Lisboa, Estádio do Restelo Árbitro: Arsénio Tomaz |
|                           |               |       |      |                                                   |

| 19 de Abril de 2008 12:30 | SL Benfica | 13–16 | AEIS Agronomia | Almada, Estádio da Sobreda Árbitro: Peter Rohan Hoffmann |
|                           |            |       |                |                                                          |

### 2.ª Mão
| 25 de Abril de 2008 15:00 | CDUL | 12–17 | CF Belenenses | Lisboa, Estádio EU Lisboa 1 Árbitro: António Moita |
|                           |      |       |               |                                                    |

| 26 de Abril de 2008 17:00 | AEIS Agronomia | 25–17 | SL Benfica | Lisboa, Estádio da Tapada Árbitro: João Paulo Lameirão Mourinha |
|                           |                |       |            |                                                                 |

## 3.º e 4.º Lugares
| 3 de Maio de 2008 15:00 | SL Benfica | 17–34 | CDUL | Oeiras, Estádio Nacional Árbitro: João Pedro Queiroz Azevedo Erse |
|                         |            |       |      |                                                                   |

## Final
| 3 de Maio de 2008 17:00 | AEIS Agronomia | 21–22 | CF Belenenses | Oeiras, Estádio Nacional Árbitro: Steve Harland |
|                         |                |       |               |                                                 |